# Elektrostatische motor
Een elektrostatische motor is een elektromotor die gebruikmaakt van elektrische velden in tegenstelling tot magnetische velden in de meer conventionele elektromagnetische motoren. Voor afmetingen groter dan ongeveer 1 mm zijn elektromagnetische velden voordeliger dan elektrostatische velden wat vermogen betreft per volume-eenheid. De beweging ontstaat dus uit aantrekking en afstoting van elektrische lading. Deze motoren zijn eigenlijk het duale geval van de conventionele motoren met spoelen. Ze gebruiken meestal hoge spanningen, terwijl de conventionele motoren met spoelen vaak hoge stromen bij lage spanning gebruiken. De eerste elektrostatische motoren werden ontwikkeld door Benjamin Franklin en Andrew Gordon in de jaren 50 van de 18e eeuw.
De energiedichtheid van een elektrostatische motor is: {\displaystyle {\tfrac {1}{2}}\,\varepsilon _{0}\,E^{2}} (E = grootte elektrisch veld, ε0 = permittiviteit van het vacuüm).
Aangezien E kleiner moet zijn dan de doorslagspanning van lucht voor een motor, kan men de maximum energiedichtheid dat door een elektrostatische motor te bereiken is, berekenen: {\displaystyle {\tfrac {1}{2}}\cdot 8,\!85\cdot 10^{-12}\cdot (3\cdot 10^{6})^{2}\approx 40\mathrm {\ J\,m^{-3}} }
De energiedichtheid van een elektromagnetische motor is: {\displaystyle {\frac {B^{2}}{2\,\mu _{0}}}} (B = grootte magnetische inductie, μ0 = permeabiliteit van vacuüm).
Voor een B van 1 tesla (wat een realistisch getal is) bekomt men aldus een energiedichtheid van {\displaystyle {\frac {1}{2\cdot 4\cdot \pi \cdot 10^{-7}}}\approx 400\mathrm {\ kJ\,m^{-3}} }.